# Natalia Lazarenko
Natalia Lazarenko –en ruso, Наталья Лазаренко– (5 de febrero de 1971) es una deportista rusa que compitió en lucha libre. Ganó una medalla de bronce en el Campeonato Mundial de Lucha de 1995 y una medalla de oro en el Campeonato Europeo de Lucha de 1993.

## Palmarés internacional
| Campeonato Mundial | Campeonato Mundial | Campeonato Mundial | Campeonato Mundial |
| Año                | Lugar              | Medalla            | Categoría          |
| ------------------ | ------------------ | ------------------ | ------------------ |
| 1995               | Moscú (Rusia)      | Medalla de bronce  | 65 kg              |
| Campeonato Europeo |                    |                    |                    |
| Año                | Lugar              | Medalla            | Categoría          |
| 1993               | Ivánovo (Rusia)    | Medalla de oro     | 70 kg              |